# Nodelandsheia
Nodelandsheia är en tidigare tätort i Kristiansands kommun i Agder fylke i södra Norge. Orten ligger vid fylkesväg 478, nordväst om staden Kristiansand.
2016 blev bebyggelsen i orten räknad som en del av den dåvarande tätorten Nodeland. Denna räknas i sin tur sedan 2020 som en del av tätorten Nodeland-Brennåsen.
Tidigare har orten tillhört dåvarande Greipstads kommun, därefter dåvarade Songdalens kommun.